# Scolex

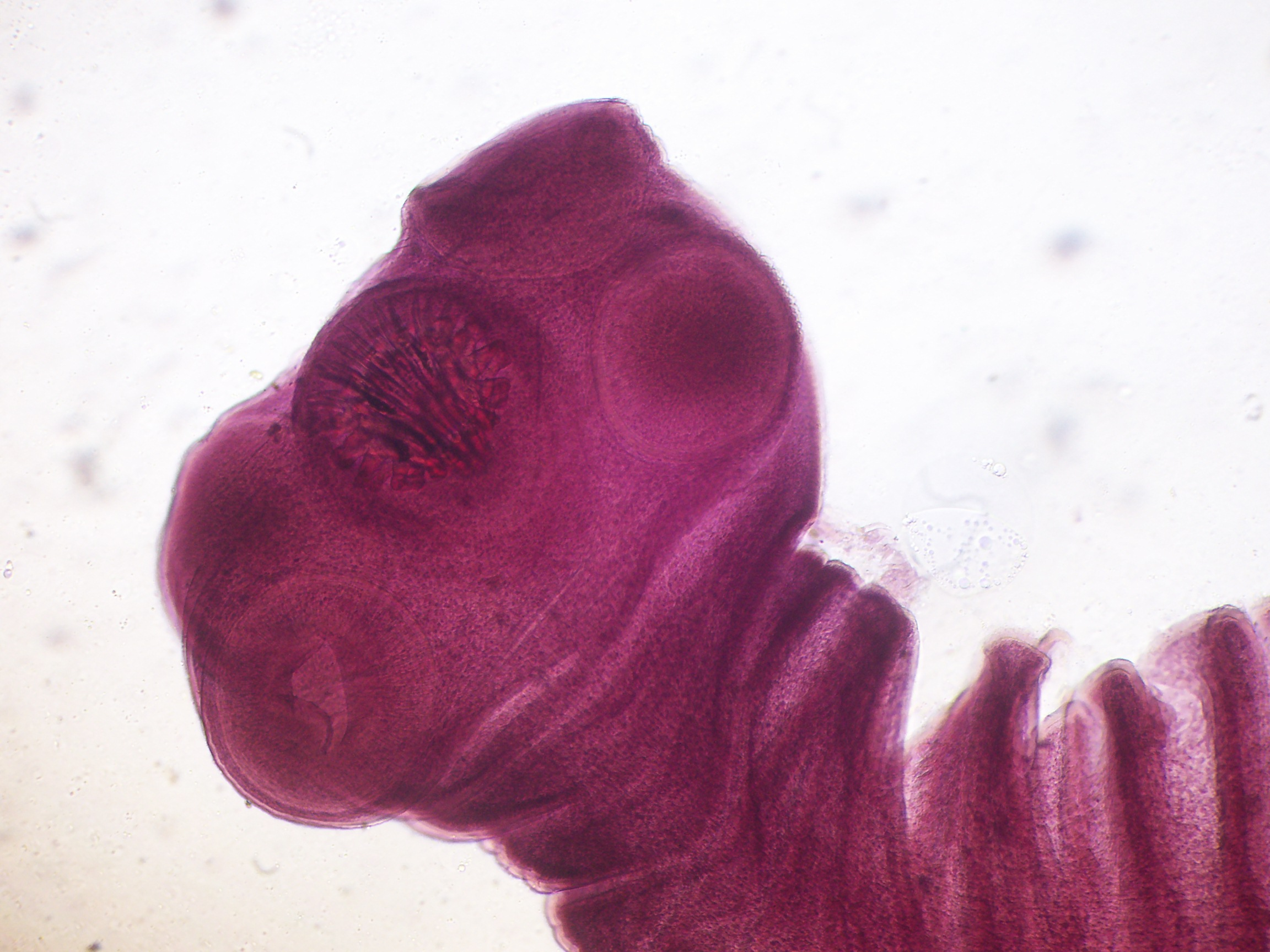
Scolex des Schweinebandwurms

Der Scolex (von griechisch σκώληξ skṓlēx, „Wurm“, Pl. σκώληκες skṓlēkes, Scolices) ist eine Struktur, die bei den Bandwürmern (Cestoda; nur bei Eucestoda) ausgebildet ist und das Vorderende darstellt. Er dient der Anheftung des Tieres im Darmlumen des Wirtes und besitzt aus diesem Grund spezielle Ausbildungen, die eine Anheftung ermöglichen. Diese bestehen im Regelfall aus einem apikalen Hakenkranz, dem Rostellum sowie Saugnapfstrukturen. Die Ausbildung des Scolex stellt eines der zentralen Merkmale für die Einordnung in die Systematik innerhalb der Bandwürmer dar.